# Hemipeplus microphthalmus
Hemipeplus microphthalmus is een keversoort uit de familie Mycteridae. De wetenschappelijke naam van de soort is voor het eerst geldig gepubliceerd in 1878 door Schwarz.